# 林青慧

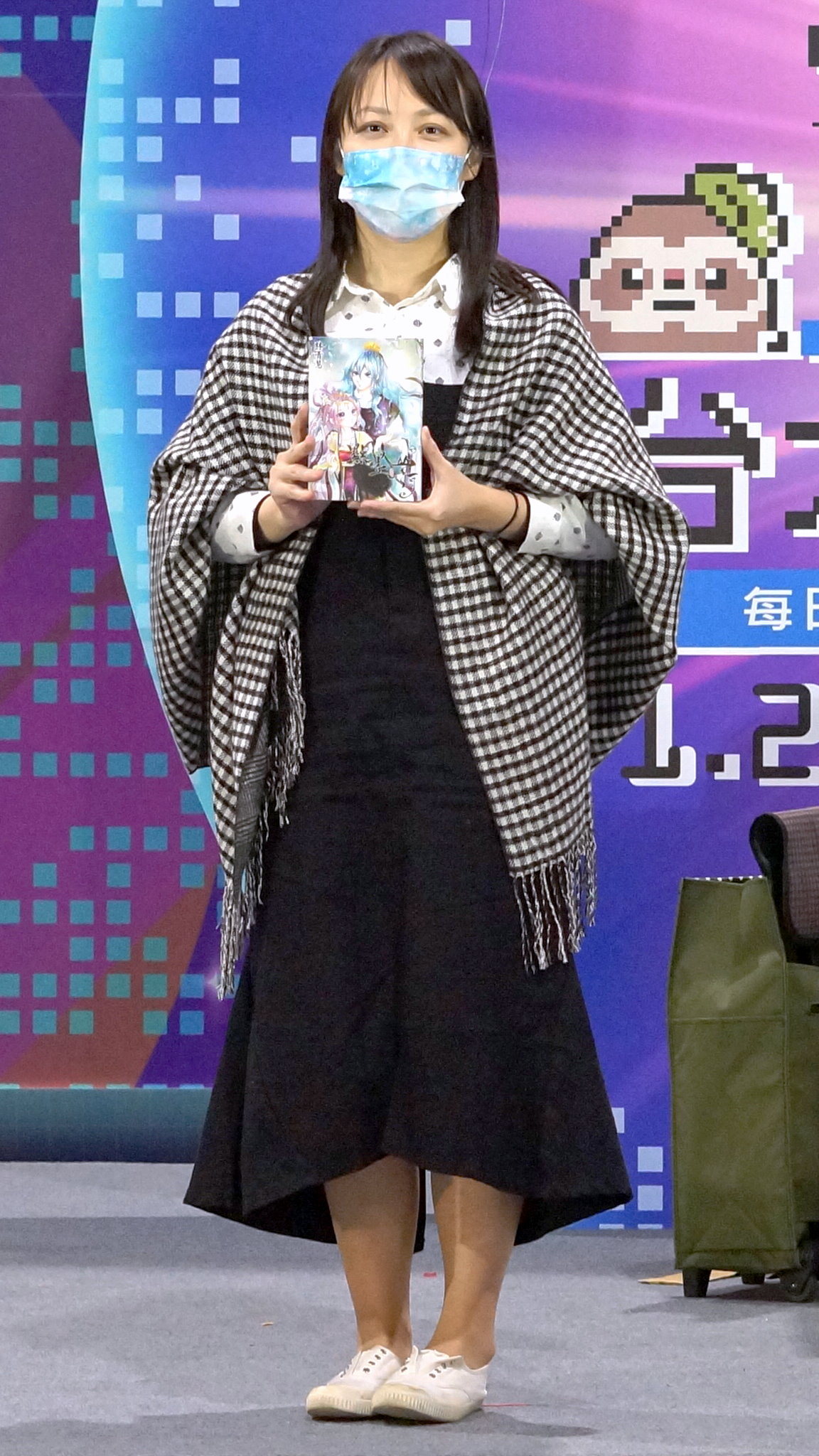
2023台北國際動漫節，林青慧簽名會結束前留影

林青慧（1979年4月5日—）是台灣女性漫畫家，泰北高中美工科、致理技術學院專科部企業管理科畢業，血型O型。筆名小影。擅長古典唯美風，作品多有連貫性。

## 簡歷
- 1995年大然文化第三屆公主漫畫新人獎《窗外花落影》（收錄於《難纏俏姑娘》）。
- 1997年天使1月號刊登出道短篇作品《甜蜜戀日記》。
- 1999年天使2月號開始連載《玻璃鞋之約》。
- 1999年公主10月號連載《難纏俏姑娘》。
- 1999年7月大然文化發行第一本單行本《玻璃鞋之約》第1集。
- 2000年天使1月號連載最新力作《星星水果糖》（尖端出版更名為《糖罐裡的甜甜圈》）。
- 2000年1月1日大然文化發行《玻璃鞋之約》第2集。
- 2000年天使8月號開始連載《娃娃五線譜》。
- 2000年11月大然文化發行《玻璃鞋之約─娃娃五線譜》第3集（尖端出版更名為《娃娃五線譜》）。
- 2000年11月入選《最愛台灣漫畫家TOP10》。
- 2000年11月《玻璃鞋之約》入選《最愛台灣漫畫TOP10》。
- 2004年3月於夢夢少女漫畫月刊開始連載《焚月》。
- 2004年4月於夢夢月刊開始連載《花縴》。
- 2008年1月於夢夢月刊開始連載《星之衣☆羽之紗Eternity》。
- 2009年8月於夢夢月刊開始連載《不全才女》。
- 2009年8月首次於甜芯少女漫畫月刊發表《野蠻公主》。
- 2011年10月於夢夢月刊開始連載《藍雪花》。（《藍雪花》前傳發表於夢夢月刊2011年9月號）
- 2014年3月於夢夢月刊開始連載《9月1日 天氣晴》。
- 2015年10月於夢夢月刊開始連載《花開千年》。

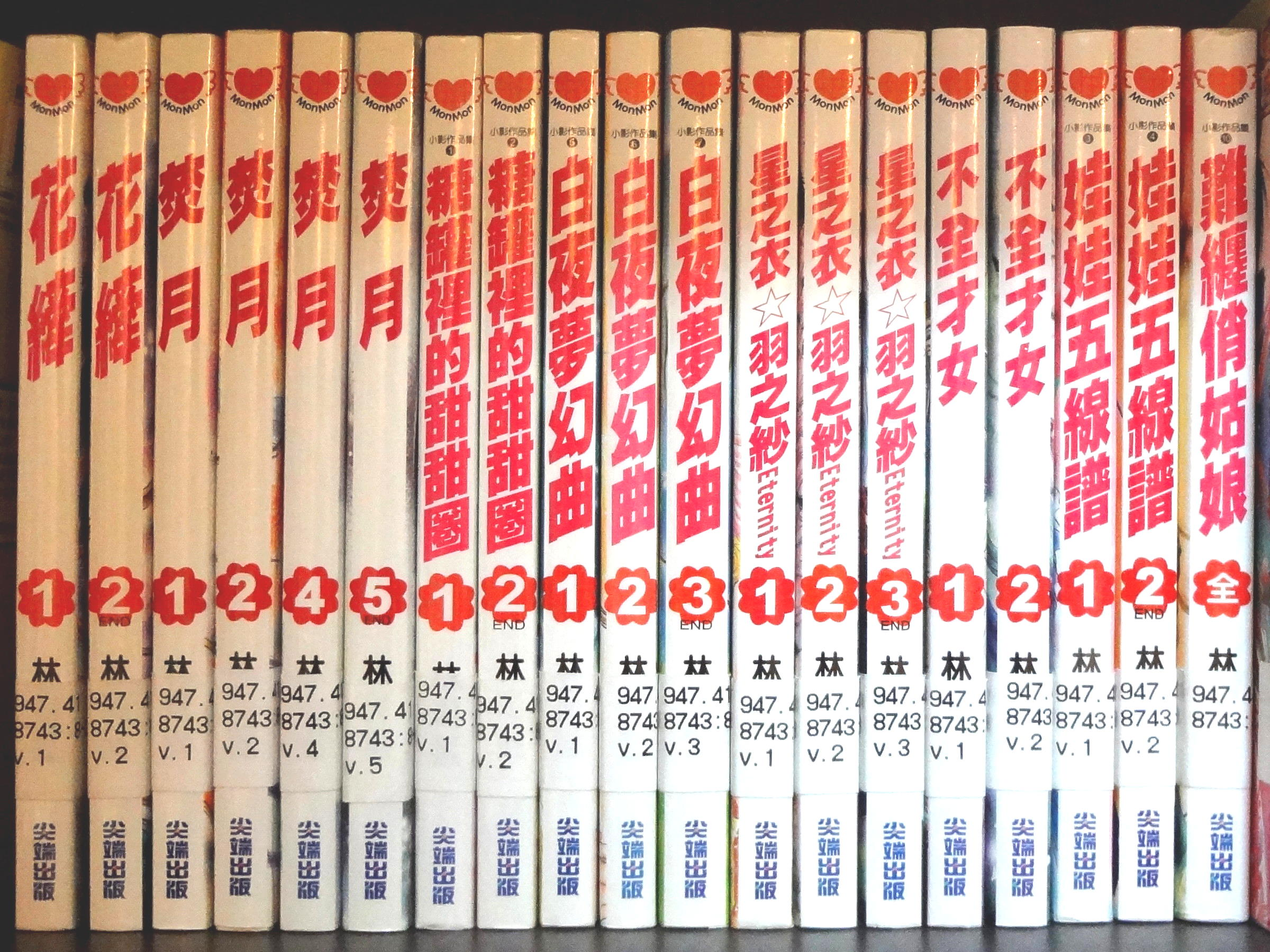
尖端出版林青慧漫畫作品單行本

大然文化出版的《難纏俏姑娘》、《玻璃鞋之約》、《玻璃鞋之約-娃娃五線譜》、《玻璃鞋之約-白夜夢幻曲》，都經尖端出版再版。

## 作品一覽

### 長篇漫畫
- 《難纏俏姑娘》（全1集）
- 《糖罐裡的甜甜圈》（全2集）
- 《玻璃鞋之約》（全2集）
- 《娃娃五線譜》（全2集）
- 《白夜夢幻曲》（全3集）
- 《花縴》（全2集）
- 《焚月》（全5集）［第5集收錄霏霏與諺丞的番外篇］
- 《星之衣☆羽之紗Eternity》（全3集）［第3集收錄番外篇《WISH》、《羽痕》］
- 《不全才女》（全3集）［第3集收錄司馬齊與桑慈的迷你番外篇］
- 《蓝雪花》（全3集）
- 《童話DOREMI》系列（全2集）[（1）千皮獸．小紅帽、(2)森林奇緣．青蛙王子]
- 《9月1日 天氣晴》（全3集）
- 《花開千年》（全10集）
- 《點墨山河》

### 短篇漫畫
- 《窗外花落影》（小影的第一篇作品，獲得漫畫新人獎第二名，收錄於尖端出版《難纏俏姑娘》）
- 《甜蜜戀日記》（收錄於《玻璃鞋之約-娃娃五線譜》2）
- 《我的彼得潘》（收錄於《玻璃鞋之約-娃娃五線譜》2）
- 《青蘋果蘇打》（收錄於《玻璃鞋之約-白夜夢幻曲》3）
- 《奇異果雪泡》（收錄於《玻璃鞋之約-白夜夢幻曲》3）
- 《指尖裡的國度》（收錄於《星之衣☆羽之紗Eternity》3）

### 教學書
- 林青慧的漫畫教室
- 林青慧的色鉛筆應用教室
- 林青慧的漫畫彩繪教室
- 林青慧的上色好好玩

### 繪本
- 畫夢粉蠟筆
- 畫夢戀天使--海與天空的呢喃
- 夢幻森林--小兔的奇幻冒險
- 小影夢手記

### 畫冊
- 精靈國度
- 「美人‧傾聽－－林青慧漫畫全紀錄選集」
- 「花菲花－2009年至2013年林青慧漫畫全紀錄選集」

### 小說簡介漫畫
- 野蠻公主

### 小說封面
- 花拳少女（尹晨伊著）
- 會有天使替我愛你（明曉溪著）
- 野蠻公主（尹晨伊著）
- 焚月（尹晨伊改編）
- 紅娘修業日記（沐唯著）

### 其他
- 林青慧希臘精靈塔羅牌 出版日期：2004/04/27
- 林青慧2005年希臘精靈年曆 出版日期：2004/11/30
- 花縴貼心書包 出版日期：2005/02/15
- 林青慧<戀天使真心144文具組> 出版日期：2005/02/15
- 林青慧夢幻森林冒險福袋 出版日期：2006/02/07

## 外部連結
- （繁體中文）林青慧_小影Facebook專頁 （页面存档备份，存于）
- （繁體中文）國民漫畫小天后林青慧官方網站-如影隨形 （页面存档备份，存于）
- （繁體中文）。翦 影。 （页面存档备份，存于）